# سابانچی (شهرستان کراسنوکامسکی، باشقیرستان)
سابانچی (انگلیسی: Sabanchi, Krasnokamsky District, Republic of Bashkortostan) یک شهرک در شهرستان کراسنوکامسکی استان باشقیرستان کشور روسیه است.